# Талица (Большесосновский район)
Талица — упразднённая в 2009 году деревня Большесосновского района Пермского края России.

## Топоним
Название происходит от названия малой речки Талица.

## История
Упоминается в справочнике «Списки населённых мест Вятской губернии 1859-73 г.» как «деревня Талица (Талицка) при р. Сиве», 56 дворов, 354 жителя. Входила в Дробино-Алтынскую волость Сарапульского уезда Вятской губернии, затем в Красноярское сельское общество Полозовской волости.
В конце XIX века: жители — русские, бывшие государственные крестьяне, православные и старообрядцы (Описание селений Сарапульского уезда, 1892 год, С. 101—102).
После упразднения системы уездов и губерний деревня отнесена сначала к Ярскому, а затем к Полозовскому сельсовету.
Упразднена в 2009 году.

## Население
На 1885 год в Талице было 102 крестьянских двора и 483 жителя.
На 1963 год в ней 213 жителей, в 1969 году — 159, в 1981 году — 63, в 1993 — 10.

## Инфраструктура
На 1885 год отмечено наличие «красильного заводика». Через семь лет «Описание селений Сарапульского уезда» дает информацию, что в деревне имеются 2 молотилки (конная и ручная), до 25 веялок и 1 общественная мельница — колесуха.